# Tarfawi
Tarfawi (tiếng Ả Rập: الطرفاوي) là một ngôi làng Syria nằm ở Al-Hamraa Nahiyah ở huyện Hama, Hama. Theo Cục Thống kê Trung ương Syria (CBS), Tarfawi có dân số 493 trong cuộc điều tra dân số năm 2004.
Ngôi làng nằm dưới sự kiểm soát của Nhà nước Hồi giáo vào ngày 3 tháng 7 năm 2016 sau một cuộc phản công chống lại Quân đội Ả Rập Syria.